# Campionati del mondo di ciclismo su strada 2017 - Cronometro a squadre femminile
La cronometro a squadre femminile dei Campionati del mondo di ciclismo su strada 2017 è stata corsa il 17 settembre, in Norvegia, con partenza da Ravnanger ed arrivo a Bergen, su un percorso totale di 42,5 km. La squadra olandese Team Sunweb ha vinto la gara con il tempo di 55'41"63, alla media di 45,786 km/h.

## Classifica
| Pos. | Squadra                            | Tempo     |
| ---- | ---------------------------------- | --------- |
| 1    | Team Sunweb                        | 55'41"63  |
| 2    | Boels-Dolmans Cycling Team         | a 12"43   |
| 3    | Cervélo-Bigla Pro Cycling Team     | a 28"03   |
| 4    | Canyon-SRAM Racing                 | a 1'04"79 |
| 5    | Team Virtu Cycling                 | a 2'51"52 |
| 6    | FDJ Nouvelle-Aquitaine Futuroscope | a 3'23"04 |
| 7    | BTC City Ljubljana                 | a 3'46"58 |
| 8    | BePink-Cogeas                      | a 4'07"29 |
| 9    | Hitec Products                     | a 4'58"84 |